# Las Maderas
Las Maderas är en ort i Mexiko.   Den ligger i kommunen Cuautitlán de García Barragán och delstaten Jalisco, i den södra delen av landet, 500 km väster om huvudstaden Mexico City. Las Maderas ligger 938 meter över havet och antalet invånare är 359.
Terrängen runt Las Maderas är kuperad söderut, men norrut är den bergig. Runt Las Maderas är det glesbefolkat, med 14 invånare per kvadratkilometer. Närmaste större samhälle är Minatitlán, 13,4 km sydost om Las Maderas. I omgivningarna runt Las Maderas växer i huvudsak lövfällande lövskog.